# 世界の21世紀職人
『世界の21世紀職人』（せかいの21せいきしょくにん）は、フジテレビ系列にて2017年と2018年に放送されたバラエティ番組及び特別番組。第1回は『内村と坂上の21世紀職人!!』、第2回は『世界の21世紀職人 なぜこんな高い?世界4大ブランド潜入SP』と題して放送。

## 概要
2017年3月までレギュラー放送されていた、『優しい人なら解ける　クイズやさしいね』の後続番組ともとれる番組である。
世界の超一流ブランドを支える各業界・職種の職人達の知られざるスゴ技・芸術的テクニック・商品が売れるための秘策などの仕事術を紹介するバラエティ番組。
MCはウッチャンナンチャンの内村光良とフリーアナウンサーの加藤綾子が務める。

## 放送データ
| 回数  | タイトル                                              | 放送日                  | 放送時間（JST） | 備考                 |
| ----- | ----------------------------------------------------- | ----------------------- | --------------- | -------------------- |
| 第1回 | 内村と坂上の21世紀職人!!                              | 2017年9月13日（水曜日） | 19:00 - 20:54   |                      |
| 第2回 | 世界の21世紀職人 なぜこんな高い?世界4大ブランド潜入SP | 2018年6月22日（金曜日） | 19:57 - 21:55   | 『金曜プレミアム』枠 |

## 出演者
MC
- 内村光良（ウッチャンナンチャン）
- 加藤綾子（フリーアナウンサー）

財布こじあけマスター
- 坂上忍 - 第1回

ロケレポーター
- 花田優一 - 第2回

パネラー（ゲスト）
- 日村勇紀（バナナマン） - 第1回・第2回
- 花田優一 - 第1回
- 中尾彬 - 第1回
- 池波志乃 - 第1回
- 森泉 - 第1回
- モーリー・ロバートソン - 第1回
- 北斗晶 - 第1回・第2回
- IKKO - 第1回
- 岡井千聖 - 第1回・第2回
- 安藤和津 - 第2回
- ギャル曽根 - 第2回
- 佐藤栞里 - 第2回
- 高橋茂雄（サバンナ） - 第2回
- 中岡創一（ロッチ） - 第2回

## スタッフ
第2回（2018年6月22日放送分）
- 制作統括：濱野貴敏（フジテレビ、第1回はチーフプロデューサー）
- 構成：桜井慎一、大井達朗、竹村武司、矢野了平
- TP：高瀬義美
- SW：岩田一己
- CAM：長瀬正人
- VE：宮本学
- 音声：江川祐
- 照明：奈良芳男
- 海外ロケ技術
  - CAM：三好隆太、轟信夫
  - VE：稲見勝、
- ロケ技術
  - CAM：吉原輝久、山田肇
  - 音声：小竹聡子
- 美術プロデュース：副島翔太郎（フジテレビ）
- デザイン：鈴木賢太（フジテレビ）
- アートコーディネーター：椛田学（第1回は美術進行）
- 大道具：浅見大
- 大道具操作：瀬名波康之
- アクリル装飾：鈴木竜
- 装飾：門間誠
- 電飾：白鳥雄一
- アレンジ：西村怜子
- 植木装飾：後藤健
- メイク：山田かつら
- マルチ：大高貢
- タイトルデザイン：井澤由花子
- CG：木本禎子（フジテレビ）、山田健介
- イラスト：中村サトル
- 編集：吉川豪、水元綾子、小岩井洋介
- MA：山岸慎一郎
- 音響効果：吉元大介
- リサーチ：済川真季
- 海外コーディネーター：中川東子
- 技術協力：ニユーテレス、fmt、マルチバックス、ジーリンクスタジオ、レック、JMC、ループ、ハートビーツ（ハート→第1回ではロケ技術）
- VTR協力：ABCリブラ（第1回では協力）
- 編成：赤池洋文（フジテレビ）
- 広報：根本智史（フジテレビ）
- デスク：小林琴美（フジテレビ）、弦牧和子（イースト・ファクトリー）
- FD：原田愛花（フジテレビ）
- TK：色摩涼
- ディレクター：岡亨（イースト・ファクトリー）、堀正義（ABCリブラ、第1回 - ）、佐々木崇人（フジテレビ）
- 演出：井ノ上龍登・大橋圭史（以上イースト・ファクトリー）、中澤智有（マウントポジション）
- プロデューサー：西村宗範・堀川香奈（以上フジテレビ、堀川→第1回 - 、西村→第2回）、鈴木康祝（イースト・ファクトリー）、田岸宏一（クロスエイト）、阿見たか子（イースト・ファクトリー、第1回ではAP）
- チーフプロデューサー・演出：木月洋介（フジテレビ、第1回は企画・演出）
- 制作協力：イースト・ファクトリー
- 制作：フジテレビ編成局制作センター第二制作室
- 制作著作：フジテレビ

### 過去のスタッフ
- 構成：桝本壮志、くらなり（共に第1回）
- SW：宮崎健司（第1回）
- CAM：小出豊（第1回）
- VE：山下悠介（第1回）
- 音声：奈良岡純一（第1回）
- 照明：三觜繁（第1回）
- ロケ技術：吉原輝久、筆野泰信、北陸メディアセンター、マイシャ、ジェイ・クルー、Ambis、アトリエ風来坊（以上が第1回のみ）
- 美術プロデュース：佐々木順子（フジテレビ、第1回）
- メイク：水落万里子（山田かつら、第1回）
- 音響効果：松長芳樹（factory）
- 編集：捧信人、松尾智文、江島翼、中町聡（以上が第1回のみ）
- MA：村田祐一（第1回）
- リサーチ：山田英彦（第1回）
- 技術協力：Ray（第1回）
- 編成：藤井修（フジテレビ、第1回）
- 広報：齋田悠（フジテレビ、第1回）
- ディレクター：加賀佐知子（イースト・エンタテインメント<当時>）、大野寿之、又吉真平、新井田洋（イースト・エンタテインメント）、忍穂井綾（クリーク・アンド・リバー社）（以上が第1回のみ）
- オブザーバーD：和田英智（LARGEST ARMY、第1回）
- 演出：坂田政度（イースト・エンタテインメント、第1回）
- プロデューサー：高瀬敦也（フジテレビ<当時>、第1回）、上野晴弘（ABCリブラ、第1回）
- 制作協力：イースト・エンタテインメント（第1回）

## 関連番組
- 優しい人なら解ける クイズやさしいね - 同局で2015年11月から2017年3月までレギュラー放送されていたクイズ番組。内村・加藤・坂上・日村ほか一部の出演者は出演していた。ナレーターも同様。